# Creek (langue)
Pour les articles homonymes, voir Creek (homonymie).
Ne doit pas être confondu avec Cri (langue).
Le creek, ou muscogee (mvskoke en creek), est une langue agglutinante et polysynthétique appartenant à la famille des langues muskogéennes parlée par les Muscogee (Creeks) et les  Séminoles en Oklahoma, en Floride et (dans une moindre mesure) en Alabama et en Géorgie.

## Écriture
L'alphabet creek fut adopté par la tribu à la fin des années 1800. Il se compose de 20 lettres. Bien qu'il reprenne la graphie de l'alphabet latin, la prononciation en est particulière, principalement pour les signes c, e, i, r et v.  Il se compose des lettres : 
| Lettres | Prononciations |
| ------- | -------------- |
| a       | [a]            |
| c       | [tʃ]           |
| e       | [ɨ]            |
| ē       | [i]            |
| f       | [f]            |
| h       | [h]            |
| i       | [e]            |
| k       | [k]            |
| l       | [l]            |
| m       | [m]            |
| n       | [n]            |
| o       | [ʊ] ou [o]     |
| p       | [p]            |
| r       | [ɬ]            |
| s       | [s]            |
| t       | [t]            |
| u       | [ʊ]            |
| v       | [ə]            |
| w       | [w]            |
| y       | [j]            |

Les trois principales diphtongues s'écrivent :
| Lettres | Prononciations |
| ------- | -------------- |
| [oj]    |                |
| [əʊ]    |                |
| [i]     |                |

Le creek ne comporte en outre aucune lettre muette.

### Consonnes
Quatre consonnes ont une prononciation particulière, non-aspirée et non-voisée. Lorsqu'elles sont placées entre deux sons voisés ou au début d'un mot, elles peuvent se prononcer de manière légèrement différente.
- c similaire à [dʒ]
- k similaire à [g]
- p similaire à [b]
- t similaire à [d]

En outre, certaines combinaisons de consonnes peuvent induire de nouveaux sons qui impliquent une multitude de translittérations différentes. L'exemple le plus représentatif est la terminaison de la seconde personne du singulier des verbes. Le verbe Wiketv qui signifie « arrêter » ; conjugué donne « tu arrêtes » peut s'écrire « wikeckes » ou « wiketskes » qui se prononcent de manière absolument identique. La translittération -eck- est préférée par Pamela Innes, mais -etsk- est utilisée par Robert M. Loughridge et Jack B. Martin.

### Longueur des voyelles
L'un des points clés est la longueur des voyelles. De manière générale, les voyelles sont accolées par paires, longue et courte ; cet altération du son est à la base d'importantes modifications de sens, par exemple, le changement de temps, du mode et de l'aspect du verbe. Les voyelles sont :
- la voyelle courte v avec la voyelle longue a ;
- la voyelle courte e avec la voyelle longue ē ;
- la voyelle courte u avec la voyelle longue o.

Malheureusement, l'orthographe traditionnelle utilise parfois o alors que c'est le son u qui est prononcé. Par exemple, Jack B. Martin note que kono (mouffette) peut aussi être écrit kunu; dans les deux cas, la prononciation est proche des mots français « cou nous ».

### Orthographe non-standard
Certains mots creeks ont un ton et une nasalisation de leurs voyelles. Ces caractéristiques ne se retrouvent pas dans leur orthographe mais sont indiquées dans les dictionnaires. Les marqueurs additionnels suivants ont été utilisés par Jack B. Martin et Pamela Innes :
- le ton descendant dans une syllabe est indiqué par un accent circonflexe.  En creek, modifier par exemple un verbe comme acces (« elle met (une robe) ») en âcces en altère le sens, passant d'un processus à un état (« elle porte (une robe) ») ;
- la nasalisation d'une voyelle est indiquée par un ogonek placé sous celle-ci. Modifier le verbe acces en ącces y ajoute un aspect non-sécant, qui indique une répétition ou une habitude (« Elle portait toujours (la même robe) ») ;
- la syllabe clé d'un mot est souvent marquée par un signe diacritique. C'est la dernière syllabe du mot prononcé avec un ton normal; les syllabes suivantes le sont toutes sur un ton moins élevé.

## Caractéristiques distinctives de la langue

### Structure de la phrase
La structure générale de la phrase suit la typologie « sujet, objet, verbe ». Le sujet ou l'objet peut être un nom ou un nom suivi par un ou plusieurs adjectifs. Les adverbes sont plus généralement placés en début de phrase (adverbes de temps) ou immédiatement avant le verbe (pour les adverbes de manière).

### Verbes
En creek, un simple verbe peut traduire l'ensemble d'une phrase en français. La forme infinitive du verbe est altérée en fonction de :
- La personne (du sujet). Letketv : « courir »
  - Letkis. : « je cours. »
  - Letkeckes. (ou Letketskes.): « tu cours. »
  - Letkes. : « il / elle court. ».
  - Les formes plurielles sont un peu plus compliquées (voir plus bas).
- La Personne (de l'objet direct ou indirect).  Elle est marquée par des préfixes. Hecetv : « voir ».
  - Cvhēcis : « Je te vois. »
  - Cehēceckes. : « tu me vois. »
- Le temps. Pohetv : « entendre ».
  - Pohis. : « J'entends. » (présent)
  - Pohhis. : « je viens d'entendre. » (passé immédiat)
  - Pohvhanis. : « Je vais entendre. »
  - Pohares. : « J'entendrai. »
  - Pohiyunks. : « J'ai récemment entendu. » (passé médian)
  - Pohimvts. : « J'entendais. » (passé distant)
  - Pohicatēs. : « J'ai entendu il y a longtemps. » (passé lointain)
  - Il existe au moins dix autres temps, dont les aspects accomplis de ceux cités ci-dessus, ainsi que le futur, l'indéfini et le plus-que-parfait.
- Le mode Wiketv : « arrêter ».
  - Wikes. : « Il / elle arrête. » (indicatif).
  - Wikvs. : « Arrête ! » (impératif)
  - Wikv-wites. : « Il / elle peut arrêter. » (potentiel)
  - Wike-nomat. : « S'il / elle arrête. » (subjonctif)
  - Wikepueces. : « Il / elle fait arrêter quelqu'un » (causatif).
- L'aspect. Kerretv : « apprendre ».
  - Kērris. : « Je suis en train d'apprendre. » (progressif)
  - Kêrris. : « Je sais. » (état résultant)
  - Kęrris. : « Je poursuis mes études. » (habituel ou action répétée)
  - Kerîyis. : « Je viens d'apprendre. » (action terminée dans le passé)
- La voix.
  - Wihkis. : « Je viens d'arrêter. »  (voix active)
  - Cvwihokes. : « Je venais d'être arrêté. » (voix passive)
- Les négations.
  - Wikarēs. : « J'arrêterai. » (futur positif)
  - Wikakarēs. : « Je n'arrêterai pas. » (futur négatif).
- Les interrogations.  Hompetv « manger » ; nake = « quoi ».
  - Hompeckes. : « Tu manges. »
  - Hompeckv? : « Manges-tu ? »
  - Nake hompecka? : « Que manges-tu ? »

#### Verbes ayant des pluriels irréguliers
Certains verbes creeks, en particulier ceux qui impliquent un mouvement, ont des pluriels irréguliers. Par exemple, letketv : « courir » avec un sujet singulier. Toutefois, tokorketv : « courir » pour deux sujets, et pefatketv : « courir » pour trois sujets ou plus.

#### Verbes statiques
Les verbes statiques sont une autre classe de verbes creeks. Ces formes verbales n'expriment aucune action, n'impliquent pas de durée, et ne fournissent qu'une description d'une condition statique. Dans certaines langues, comme le français, ce sont des adjectifs qui expriment ces états. En creek, les verbes se comportent d'une manière semblable aux adjectifs, bien qu'ils soient classés et traités comme des verbes. Cependant ces verbes ne sont pas modifiés par un affixe selon la personne, comme plus haut ; mais plutôt par un changement de préfixe.
Exemple : Enokkē : « être malade » ;
- enokkēs. : « Il / elle est malade. »
- cvnokkēs : « Je suis malade. »
- cenokkēs : « Tu es malade. »

#### Préfixes locatifs
Les préfixes locatifs sont également utilisés en creek pour nuancer le sens des verbes.
Exemple :  vyetv : « aller » (pour un sujet singulier seulement, voir ci-dessus)
- ayes : « Je vais »
- ak-ayes :  « Je vais » (dans l'eau / dans un lieu bas / sous quelque chose)
- tak-ayes :  « Je vais » (sur le sol)
- oh-ayes :  « Je vais » (sur le sommet de quelque chose)

Cependant le creek possède une grande variété de verbes de mouvement ayant une signification spécifique:  ossetv : « sortir » ; ropottetv : « traverser ».

### Possession
Dans certaines langues, il existe une forme spéciale du nom, le génitif, utilisé pour montrer la possession. Ceci peut être fait en creek de deux manières différentes, selon la nature du nom.

#### Possession inaliénable
Une partie du corps ou un membre de la famille ne peuvent être cités en creek sans en mentionner le possesseur ; c'est une partie intégrante du mot. On utilise pour ceci une liste de préfixes spécifiques :
- enke : « sa main »
- cvnke :« ma main »
- cenke : « ta main »
- punke : « notre main »

Même si le possesseur est explicitement mentionné, le préfixe doit faire partie du mot, par exemple, Toske enke : « La main de Toske ». Cette tournure, littéralement « sa main de Toske », n'est pas redondante en creek.

#### Possession aliénable
On montre la possession de tous les autres noms au moyen de prépositions.
- efv : « chien »
- vm efv : « mon chien »
- cem efv : « ton chien »
- em efv : « son chien »
- pum efv : « notre chien »

Ici encore, même si cette construction en français est redondante, la forme possessive correcte en creek doit inclure la préposition adéquate. Par exemple, Toske em efv : « le chien de Toske » est grammaticalement correct en creek, même si sa traduction littérale en français donne « son chien de Toske ».

#### Noms locatifs
Un dernier élément distinctif du creek, lié à ce qui précède, est l'existence de noms locatifs. En français, ce sont des prépositions qui indiquent l'emplacement, comme « derrière, autour, à côté », etc. En creek, ces locations sont des noms. On en marque la possession comme pour les parties du corps et les membres de la famille mentionnés ci-dessus.
- cuko : « maison » ; yopv : nom pour « derrière » ; cuko yopv : « derrière la maison » ; cvyopv : « derrière moi » ; ceyopv : « derrière toi ».
- lecv : nom pour « dessous » ; eto : « arbre » ; eto lecv : « sous l'arbre ».
- tempe : nom pour « près » ; cvtempe : « près de moi » ; cetempe : « près de toi » ; putempe : « près de nous ».

## Phonologie
La phonologie du creek se présente comme suit,, :
|                    | Labiale | Alvéolaire | Palatale | Vélaire | Glottale |
| ------------------ | ------- | ---------- | -------- | ------- | -------- |
| Occlusive          | p       | t          |          | k       |          |
| Affriquée          |         |            | t͡ʃ       |         |          |
| Fricative          | f       | s          |          |         | h        |
| Latérale fricative |         | ɬ          |          |         |          |
| Nasale             | m       | n          |          |         |          |
| Latérale           |         | l          |          |         |          |
| Semi-voyelle       | w       |            | j        |         |          |

/t͡ʃ/ se prononce <si>, /ɬ/ se prononce <ah> et /j/ se prononce <ouaille>.
|           | Antérieure | Centrale | Postérieure |
| --------- | ---------- | -------- | ----------- |
| Fermée    | i iː       |          |             |
| Mi-fermée |            |          | o oː        |
| Ouverte   |            | a aː     |             |

Le creek possède trois diphtongues : / ej oe p /. Les voyelles peuvent être nasalisées (voir la distinction entre acces et ącces ci-dessus) ; néanmoins Johnson et Martin ne mentionnent pas les voyelles nasalisées comme distinctives. Les voyelles nasalisées sont signalées par un ogonek en dessous : <ę>, <ų>, <į>, etc. Il y a trois tons : haut (marqué avec un accent aigu : á), bas (non marqué : a), et tombant (marqué avec un circonflexe : â). Les voyelles courtes / i o a / ressemblent à ([ɪ ɔ ə]).
Les conventions orthographiques dont il est fait état ici sont celles utilisées principalement par des linguistes et ne reflètent pas nécessairement les orthographes traditionnelles.